# Estudos Transcendentais

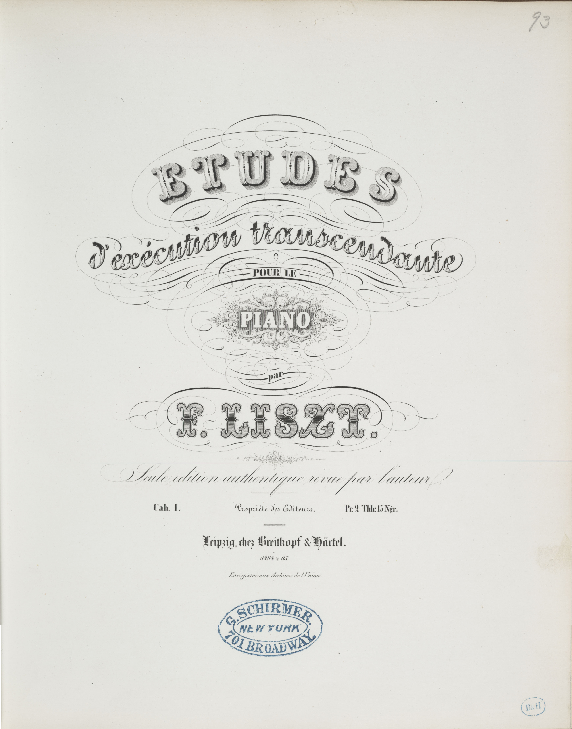
Capa da primeira edição completa dos Doze Estudos, por Breitkopf & Härtel em 1852

Os Estudos Transcendentais (em francês: Études d'Exécution Transcendante) são uma série de 12 Estudos escritos para Piano solo por Franz Liszt, iniciada em 1826 e completada em 1851 ou 1852.
A primeira versão desses Estudos, Étude en Douze Exercises ("Estudo em Doze Exercícios"), foi lançada em 1826, quando Liszt tinha apenas 15 anos. Em 1837, foi lançada, ao mesmo tempo, em Paris, Milão e Viena uma outra versão desses Estudos, que recebeu o nome de Douze Grandes Études. A terceira versão (a mais conhecida, gravada e executada) foi lançada em 1852 (catalogada como S139), e recebeu o nome de Estudos de Execução Transcendental, mais conhecida por Estudos Transcendentais. Foi dedicada a Carl Czerny, um dos professores de Piano de Liszt ao longo de sua vida.
A primeira versão já era uma obra desafiadora; porém a segunda versão desta obra deu um salto assustador no nível de virtuosismo (das três versões, é a mais difícil), a ponto de Liszt reconhecer que seu nível de dificuldade era tão alto que, na versão Transcendental, resolveu facilitá-los e dedicar-se mais à musicalidade deles.
Essa obra é organizada e nomeada do seguinte modo:
- Estudo Transcendental n.º 1 "Preludio" - Dó Maior;
- Estudo Transcendental n.º 2 "Molto Vivace" ou "Fusées" (fogos de artifício) - Lá Menor;
- Estudo Transcendental n.º 3 "Paysage" (Paisagem) - Fá Maior;
- Estudo Transcendental n.º 4 "Mazeppa" - Ré Menor;
- Estudo Transcendental n.º 5 "Feux Follets" (Fogos-Fátuos) - Si Bemol Maior;
- Estudo Transcendental n.º 6 "Vision" (Visão) - Sol Menor;
- Estudo Transcendental n.º 7 "Eroica" (Heróica) - Mi Bemol Maior;
- Estudo Transcendental n.º 8 "Wilde Jagd" (Caça Selvagem) - Dó Menor;
- Estudo Transcendental n.º 9 "Ricordanza" (Souvenir/Lembrança) - Lá Bemol Maior;
- Estudo Transcendental n.º 10 "Allegro Agitato" ou "Appassionata" - Fá Menor;
- Estudo Transcendental n.º 11 "Harmonies du Soir" (Harmonias da Tarde) - Ré Bemol Maior;
- Estudo Transcendental n.º 12 "Chasse-neige" (Tempestade de Neve) - Si Bemol Menor

Foi o próprio Liszt quem deu esses nomes aos Estudos (esses estão em francês), exceto os n.º 2 e n.º 10, deixando-os com o nome "Molto Vivace" e "Allegro Agitato", respectivamente; porém Feruccio Busoni, posteriormente, deu-lhes os nomes "Fusées" e "Appassionata", o primeiro por achar que o modo como a obra progride passa a impressão de fogos de artíficio estourando lado a lado, o segundo por possuir uma coda baseada na coda contida no final da Sonata Opus 57 "Appassionata" de Ludwig van Beethoven.

## Interpretações
Os Estudos estão entre as peças virtuosísticas mais populares do instrumento, tendo sido gravados e apresentados em recitais por diversos pianistas, tais como György Cziffra, Boris Berezovsky, Miroslav Kultyshev, Leslie Howard, Claudio Arrau, entre vários outros. Ainda hoje são gravados e tocados em recitais.
Algumas gravações:
- Georges Cziffra, 1957-1958, EMI
- Lazar Berman, 1963, Victor
- Claudio Arrau, 1974-1976, Philips
- Michael Ponti, 1982, Leo Records
- Jorge Bolet, 1985, Decca
- Vladimir Ovchinnikov, 1988, EMI
- Janice Weber, 1988, MCA
- Leslie Howard, 1989, Hyperion
- Jenő Jandó, 1994, Naxos
- Boris Berezovsky, 1995-1996, Teldec
- François-René Duchâble, 1998, EMI
- Janina Fialkowska, 2000, Opening Day Recordings
- Freddy Kempf, 2001, BIS
- Christopher Taylor, 2002, Liszt Digital
- Bertrand Chamayou, 2005, Sony
- Alice Sara Ott, 2009, Deutsche Grammophon
- Vesselin Stanev, 2010, RCA Red Seal
- Mariangela Vacatello, 2010, Brilliant Classics
- Mélodie Zhao, 2011, Claves Records
- Vadym Kholodenko, 2013, Harmonia Mundi
- Daniil Trifonov, 2016, Deutsche Grammophon